# 總持寺祖院
總持寺祖院（そうじじそいん）は、石川県輪島市門前町門前にある曹洞宗の寺院である。山号は諸嶽山。通称は能山（のうざん）あるいは岳山（がくざん）。
かつての曹洞宗の大本山「總持寺」。本山の機能が神奈川県横浜市へ移転する際に、移転先が「大本山總持寺」となり、能登の「總持寺」は「總持寺祖院」と改称され別院扱いとなる。

## 歴史
元は諸岳寺（もろおかじ）と呼ばれた行基創建と伝えられる密教系寺院（一説には真言宗）。
1321年（元亨元年）に当時の住持である定賢が霊夢を見て、越中国永光寺にいた瑩山紹瑾に寺を譲った。瑩山紹瑾はこれを禅林として改め、総持寺と命名して開山となった。
翌年、瑩山紹瑾は後醍醐天皇よりの勅問10問に答えた褒賞として、同寺に「日本曹洞賜紫出世之道場」の寺額が授けられたとするが、伝説の域を出ないと言われている。
1324年（正中元年）、瑩山紹瑾は「諸岳山十条之亀鏡」を定めて寺制を整えた。その後、寺を継承した峨山韶碩によって整備され、五哲と呼ばれた門人によって5か所の子院が設けられた。曹洞宗の多くの寺院が同寺の系統をひき、本山の地位や諸権利を巡って越前国永平寺と論争を行うこともあったものの、「能登国の大本山」すなわち能山として親しまれた。
室町幕府や地元の能登畠山氏・長谷部氏の庇護を受ける。
1570年（元亀元年）の戦乱で焼失したものの、新領主の前田氏のもとで再興される。
1657年（明暦3年）には寺領400石が与えられるなど、加賀藩時代を通じて手厚い保護を受けた。
また、江戸幕府は1615年（元和元年）永平寺・總持寺をともに大本山として認めるとともに徳川家康の意向で1,000両が寄付されて幕府祈願所に指定された。住持の地位は5つの塔頭（普蔵院、妙高庵、洞川庵、伝法庵、如意庵）による輪番制が採られたが、1870年（明治3年）の栴崖奕堂以後独住の住持が置かれた。
1898年（明治31年）4月13日の大火で開山廟所である伝燈院経蔵といくつかの小施設を除いた全山を焼失した。
1905年（明治38年）再建されたものの、これを機により大本山に相応しい場所への移転を求める声が高まる。
1911年（明治44年）11月5日、横浜鶴見への移転遷祖の儀式が行われ、以降能登の總持寺は「總持寺祖院」と呼ばれるようになった。
2007年（平成19年）3月25日に能登半島地震が発生。伽藍が傾くなど境内の建物30棟すべてが被害を受けた。その後は修復工事が進められ、開創700年目の2021年（令和3年）4月に落慶法要が営まれた。なお、2008年（平成20年）3月に仏殿・法堂などが国の登録有形文化財となっている。
2024年（令和6年）1月1日にも能登半島地震が発生し、国の登録有形文化財17棟を含む七堂伽藍や回廊などが倒壊。前述の2007年の地震による被害箇所が修復され、總持寺開祖・瑩山の700回忌法要に向けた記念行事などを控える矢先での被災となった。
2025年（令和7年）3月に開かれた修理専門委員会において、国重要文化財などの建物の復旧に約38億円の事業費、工事に約9年2カ月を要し、完了は2034年春の見込みと発表された。

## 伽藍
- 経蔵 - 重要文化財[10]。
- 山門 - 「三門」とも。重要文化財。昭和7年（1932年）再建。
- 香積台 - 庫裏。総受付など總持寺祖院を運営する中枢部[11]。登録有形文化財（建造物）[12]。
- 仏殿 - 本尊である釈迦牟尼仏を正面に安置し、左に達磨大師を、右に大権修理菩薩を安置する書院風仏堂[13]。重要文化財。
- 法堂 - 「大祖堂」と通称される[14]。重要文化財。
- 放光堂 - 納骨堂[15]。重要文化財。
- 伝燈院御霊屋 - 瑩山紹瑾の霊廟。元禄6年建立[16]。重要文化財。
- 僧堂 - 禅修行の中心の場。昭和5年（1930年）再建[17]。
- 慈雲閣観音堂 - 観世音菩薩が安置されている。毎年7月17日の観音祭りの時のみ開帳する。[18]重要文化財
- 鐘鼓楼及び回廊 - 山門と僧堂をつなぐ回廊。重要文化財。
- 玄風廊（げんふうろう） - 法堂と僧堂をつなぐ廊下。重要文化財。
- 慧心廊（けいしんろう） - 法堂と仏殿をつなぐ廊下。重要文化財。
- 三樹松関 - 重要文化財[19]。

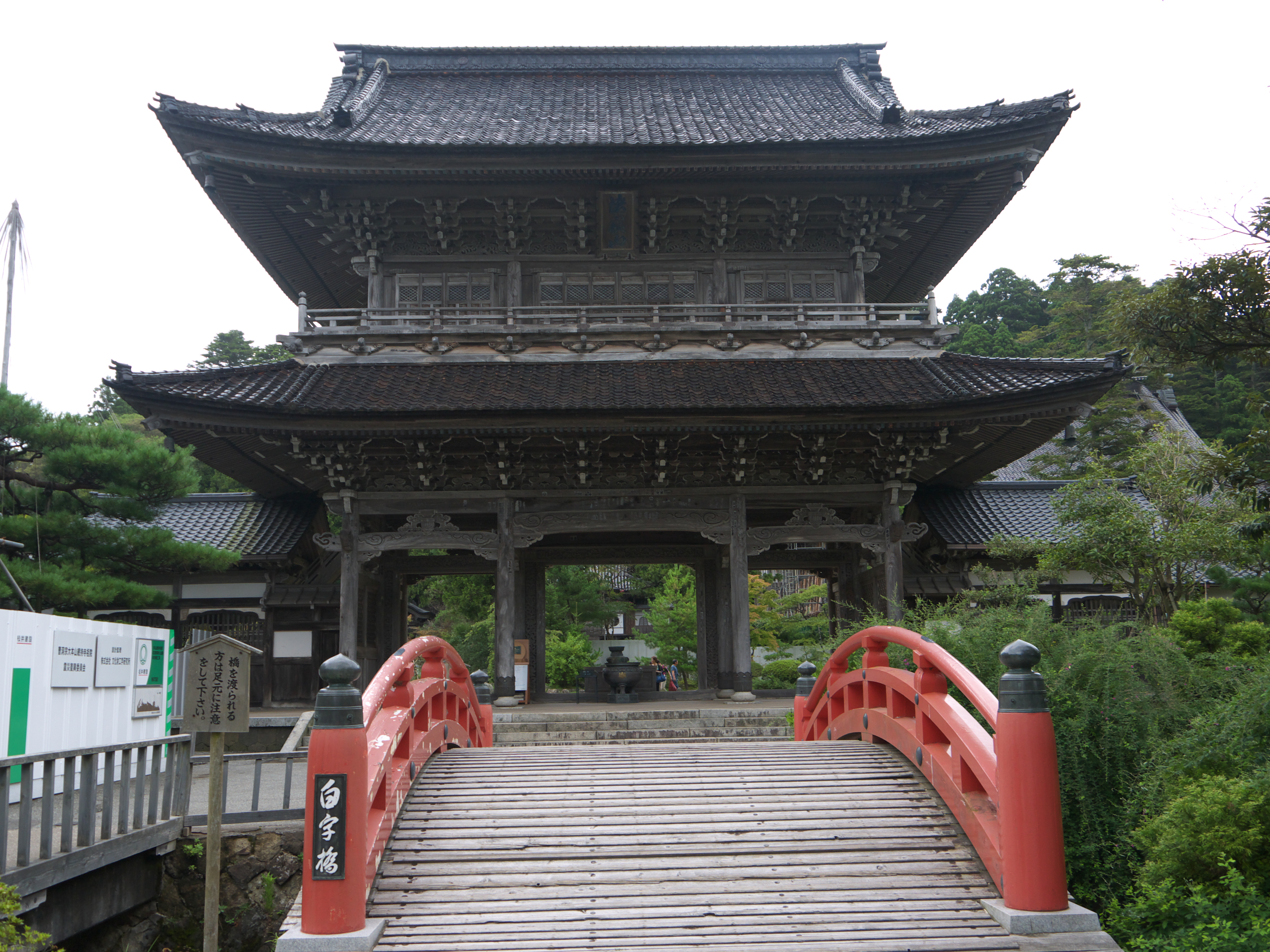
山門（三門）
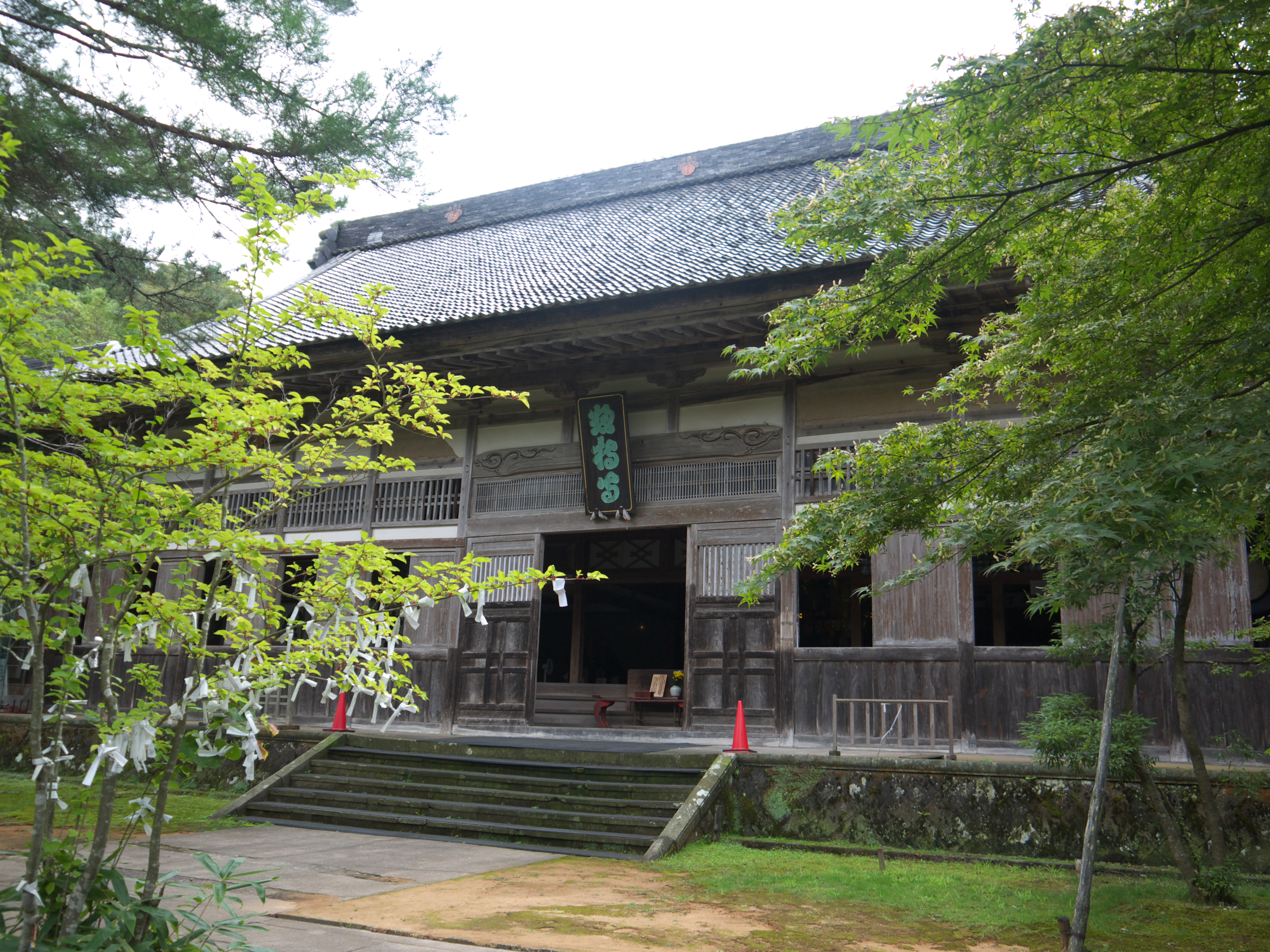
仏殿
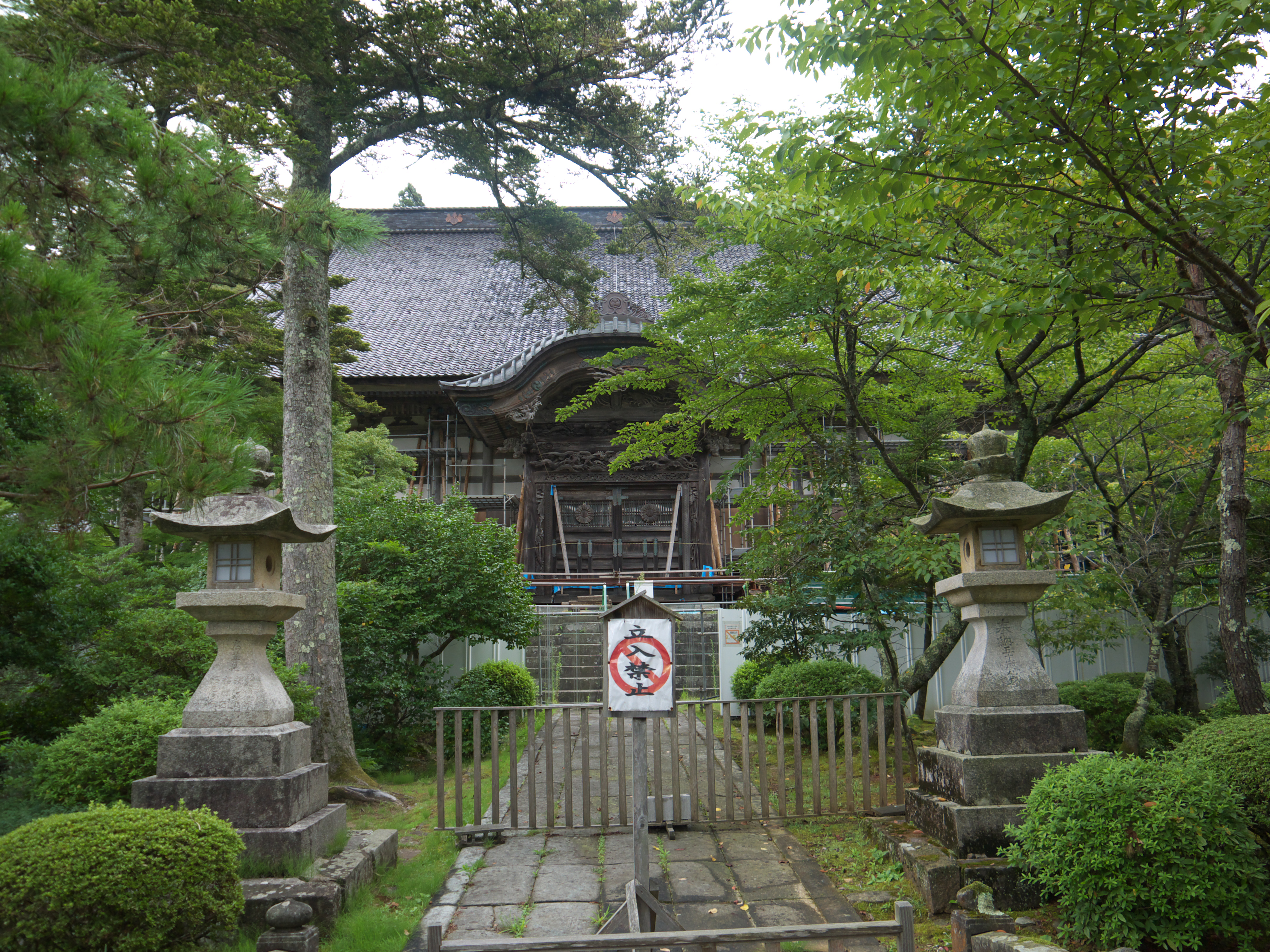
法堂（大祖堂）
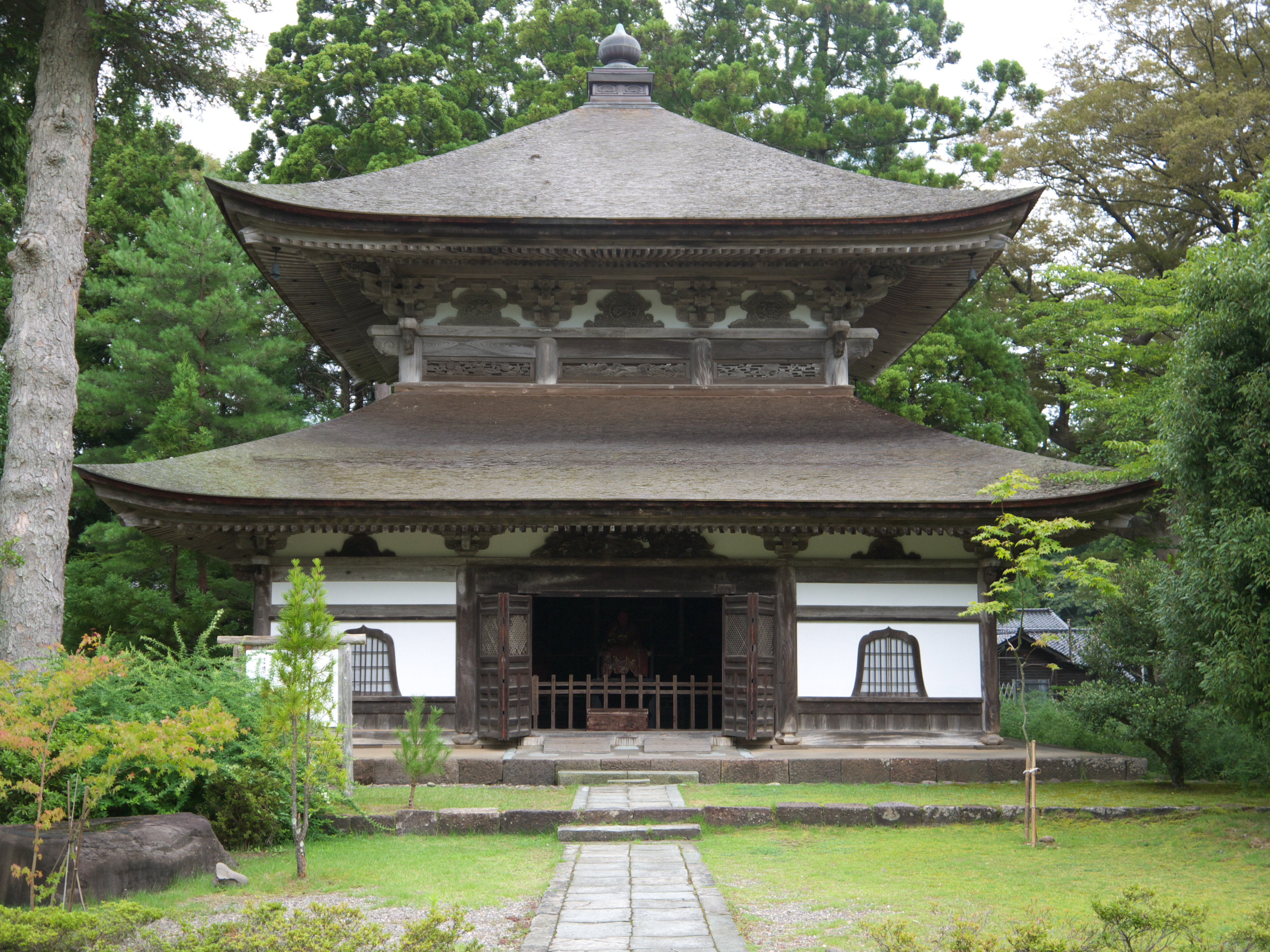
経蔵

## 文化財

### 重要文化財（国指定）
- 總持寺祖院 16棟 - 2024年（令和6年）12月9日指定[21][22]。
  - 大祖堂
  - 仏殿
  - 山門
  - 鐘鼓楼及び回廊
  - 放光堂
  - 慧心廊
  - 玄風廊
  - 伝燈院御霊屋
  - 伝燈院唐門
  - 慈雲閣観音堂
  - 白山社本殿
  - 白山蔵
  - 経蔵
  - 三樹松関
  - 裏門

### 登録有形文化財
- 禅悦廊
- 香積台
- 白山井戸

### 石川県指定有形文化財
- 経蔵
- 金銅五鈷鈴
- 紙本著色花鳥図（伝元信筆）
- 紙本著色頻婆裟羅王・韋提希夫人像
- 紙本水墨元画浪龍図
- 絹本著色明画十六羅漢図
- 桃尾長鳥鎗金手箱

## 歴代住持
- 開山 瑩山紹瑾（佛慈禅師 弘德圓明國師 常濟大師） 1268年 - 1325年
- 第2世 峨山韶碩（大現宗猷國師） 1275年 - 1365年

輪住（塔頭五院住持の一定期間交替輪番制となる）
- 普蔵院 - 太源宗眞 - 1370年
- 妙高庵 - 通幻寂霊 1322年 - 1391年
- 洞川庵 - 無端祖環
- 伝法庵 - 大徹宗令 1333年 - 1408年
- 如意庵 - 実峰良秀 1318年 - 1405年

独住（第4世以降横浜鶴見へ移転）
- 第1世 栴崖奕堂（1870年 - 1879年、諸岳奕堂 弘濟慈徳禅師） 1805年 - 1879年
- 第2世 畔上楳仙（1880年 - 1901年、大岡楳仙 法雲普蓋禅師） 1825年 - 1901年
- 第3世 西有穆山（1901年 - 1905年、穆山瑾英 直心浄國禅師） 1821年 - 1910年
- 第4世 石川素童（1905年 - 1920年、牧牛素童 大圓玄致禅師） 1841年 - 1920年
- 第5世 新井石禅（1920年 - ？年、穆英石禅 大陽真鑑禅師） 1864年 - 1927年
- 第6世 杉本道山（？年 - 1929年、玄光道山 眞應誠諦禅師） 1847年 - 1929年
- 第7世 秋野孝道（1929年 - ？年、大忍孝道 黙照圓通禅師） 1857年 - 1934年
- 第8世 栗山泰音（？年 - 1935年、雷?泰音 覺同行智禅師） 1860年 - 1937年
- 第9世 伊藤道海（1935年 - 1940年、天祐道海 無辺光照禅師） 1874年 - 1940年
- 第10世 鈴木天山（1940年 - 1941年、白龍天山 密傳慈性禅師） 1863年 - 1941年
- 第11世 大森禅戒（1941年 - 1941年、活龍禪戒） 1871年 - 1947年
- 第12世 高階瓏仙（1941年 - ？年、玉堂瓏仙 大鑑道光禅師） 1876年 - 1968年
- 第13世 福山界珠（？年 - 1943年）
- 第14世 久我篤立（1943年 - 1943年） 1861年 - 1943年
- 第15世 佐川玄彝（1943年 - 1944年、訓山玄彝） 1866年 - 1944年
- 第16世 熊澤泰禪（1944年 - 1944年、祖學泰禪 大光圓心禅師） 1873年 - 1968年
- 第17世 渡辺玄宗（1944年 - 1957年、本行玄宗 圓鑑不昧禅師） 1869年 - 1963年
- 第18世 孤峰智璨（1957年 - 1967年、瑩堂智璨 円応至道禅師） 1879年 - 1967年
- 第19世 岩本勝俊（1967年 - ？年、絶海勝俊 正応天眞禅師） 1891年 - 1979年
- 第20世 乙川瑾映（？年 - ？年、形山瑾映 仏海真光禅師）1902年 - 1982年
- 第21世 梅田信隆（？年 - ？年、真源宏宗禅師）1906年 - 2000年
- 第22世 成田芳髄（？年 - 1998年、得道芳髄）1905年 - 1998年
- 第23世 板橋興宗（1998年 - 2002年、雲海興宗 閑月即心禅師） 1927年 - 2020年
- 第24世 大道晃仙（2002年 - 2011年、大鼎晃仙 慈峰英鑑禅師） 1917年 - 2011年
- 第25世 江川辰三（2011年 - 2021年、徹玄辰三 大寛眞應禅師） 1928年 - 2021年
- 第26世 石附周行（2021年 - 、法雲周行 光潤道圭禅師） 1937年 -

## 古和秀水

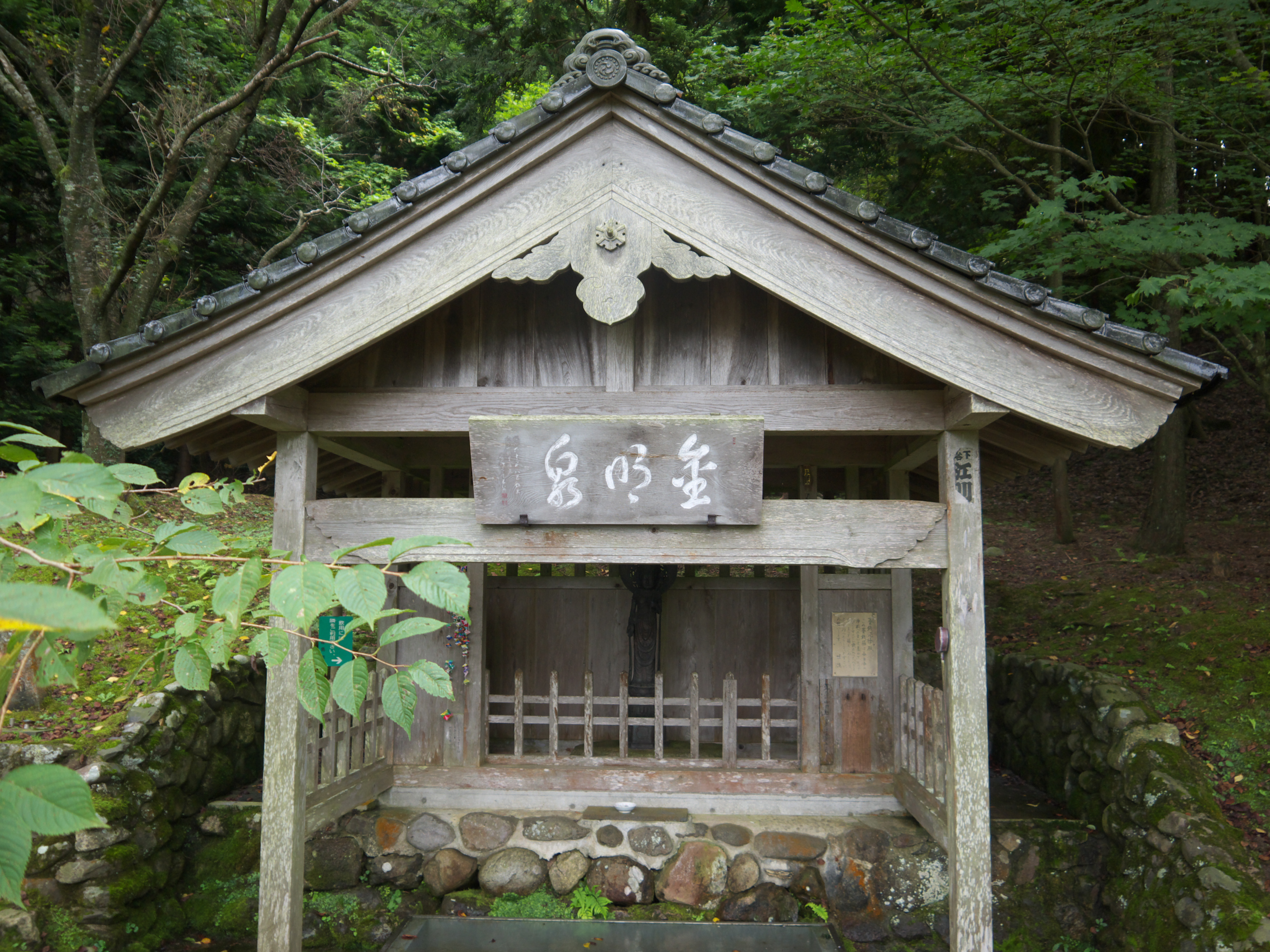
古和秀水

總持寺祖院の門前町を流れる鬼屋川の5km上流の深い森林に包まれた丘陵の中に日量約90トンの湧水が湧いている。開祖瑩山紹瑾が竜神の神託により霊水が出ることを教えられたとの伝説が伝わっている。この由来により、寺及び住民では、この水を仏前の献茶・献湯の聖水として尊び使用されている。また、この水は、子供には清水大人には酒になったため瑩山が「コワシュウド」と命名したとの伝説がある。1985年名水百選の一つに指定されている。また、輪島市は「旅愁との出会い 千枚田」をテーマとして水の郷百選に選定されており、總持寺祖院、門前町、その所縁のある古和秀水は、白米千枚田と並ぶ名水スポットとなっている。
飲用は煮沸して飲む旨の注意書きがあり、湧出口横にろ過した取水場がある。また、道中は總持寺祖院の所縁ある寺社跡が残り遊歩道が整備されているとともに、古和秀水周辺は森林公園として整備されている。